# 世永聖奈
世永 聖奈（よなが せな、1992年6月14日 - ）は、北海道放送（HBC）のアナウンサー。

## 略歴・人物
北海道宗谷郡猿払村出身。立命館慶祥高等学校、立命館大学産業社会学部卒業。
名前の「聖奈」はアイルトン・セナに由来。実家は猿払村の名産であるホタテの養殖を営む。
幼少期、隣家へ取材で来ていた安住紳一郎アナウンサーに、興味を抱いていたテレビ制作の質問をした。
特技はチアリーディングで、大学時代は男子プロバスケットボールチーム「京都ハンナリーズ」のチアリーディングチーム「はんなりん」に所属し「SENA」の名前で活動した。
大学卒業後の2015年4月に、さくらんぼテレビ入社。『昼ドキ!TV やまがたチョイす』等に出演した後、2017年2月退社。
2017年3月、谷藤博美（小樽市出身、元富山テレビ）、森結有花（帯広市出身、元石川テレビ）と共にHBCに移籍加入。いずれもFNS系列各局からの移籍であった。
2018年1月27日公開の映画『祈りの幕が下りる時』（福澤克雄監督）にカメオ出演している。

## 現在の担当番組
テレビ
- 今日ドキッ!

2017年3月27日 - 2018年3月：お天気コーナー、「ランクイーン」コーナー担当。
2018年3月26日 - ：スポーツコーナー担当
2025年3月31日 - ：メインキャスター（月耀・金曜）
- Bravo!ファイターズ
- HBCニュース

ラジオ
- After Beat〜アフタービート〜（水曜→水曜・木曜16:00 - 17:30・2021年3月31日 - ）※アシスタント
- 過ゲキにコンサドーレ!（2024年10月4日 - ）
- HBCニュース

## 過去の出演番組

### さくらんぼテレビ時代
- 昼ドキ!TV やまがたチョイす
- さくらんぼテレビ みんなのニュース

### 北海道放送時代
テレビ
- さつログ（2017年4月 - 2018年3月） 2代目担当アナウンサー（後任は森田絹子）。
- ガッチャンコHBC

ラジオ
- サンデースタジアム DOing（2017年4月 - 2018年3月） - 後任は谷藤博美（2019年1月20日にも谷藤博美が夏休みのため出演している）。
- Sunday music +（2021年4月4日 - 2023年3月26日）
- きくスポ!（2023年10月7日 - 2024年3月24日）